# Кубок Ліхтенштейну з футболу 1965—1966
Кубок Ліхтенштейну з футболу 1965—1966 — 21-й розіграш кубкового футбольного турніру в Ліхтенштейні. Титул здобув Вадуц.

## Перший раунд
Вільний від матчів Вадуц.
| Команда 1 | Рахунок  | Команда 2 |
| --------- | -------- | --------- |
| Вадуц-2   | 6–7      | Трізен    |
| Руггелль  | 1–3 (дч) | Шан       |
| Ешен      | 1–4      | Бальцерс  |

## 1/2 фіналу
| Команда 1 | Рахунок | Команда 2 |
| --------- | ------- | --------- |
| Шан       | 7–3     | Бальцерс  |
| Трізен    | 1–3     | Вадуц     |

## Фінал
| 26 червня 1966 |

| Вадуц | 7–0 | Шан |
| ----- | --- | --- |
|       |     |     |

| Вадуц |